# Cartoon Heroes
Singles de Aqua
Good Morning Sunshine
(1998) Around The World
(2000)
Pistes de Aquarius
Around The World
(2)
Cartoon Heroes est le premier single du deuxième album du groupe danois de pop eurodance, Aqua.

## Description
Après s'être moqué des poupées Barbie, Aqua parle dans cette chanson de super héros des bandes dessinées comme Spider-Man et Superman qui font rêver les enfants. 
What we do is what you just can't do (ce que nous faisons est ce que tu ne pourra jamais faire).

## Clip Vidéo
- Réalisateur : Thomas Masin
- Année de réalisation : janvier 2000
- Lieu : Prague (République Tchèque)
- Durée : 05:05 (Version intégrale) / 03:40 (Version courte)
- DVD : Cartoon Heroes / The Video Collection

- Description :

Inspiré par les vieux films de science fiction, le clip de Cartoon Heroes reste le vidéoclip le plus ambitieux. Quand il fut diffusé, il fut considéré comme l'un des plus coûteux vidéoclip de l'histoire, avec un budget de 3,5 millions de dollars.
Dans cette vidéo, le groupe Aqua joue le rôle d'une patrouille de l'espace. L'histoire commence par un calamar géant qui détruit les plus grandes villes de la planète : Moscou, Berlin, Copenhague, Paris, New York... La chute de l'humanité est retransmise en direct à la télévision. Devant l'échec des forces planétaires à se débarrasser d'une telle créature, le gouvernement de la planète fait appel à l'équipe Aqua, qui est maintenue sous sommeil artificiel à bord du vaisseau Aquarius de l'autre côté du système solaire. L'état d'alerte les feront réveiller et, après avoir enfilé leur tenu de combat, ces derniers partiront pour la Terre, après une petite escale à une station de service de l'espace tenu par des petits martiens. 
En arrivant sur Terre, l'équipe Aqua constatera les dégâts et plongera de suite dans l'Océan Atlantique, aux pieds d'un New York en ruine, pour abattre la créature. Après un combat acharné, ils font exploser la créature et l'équipe repart à bord du vaisseau.

## Classements
- Allemagne: 13
- Australie: 16 (semaines dans les charts: 22)
- Autriche: 6 (semaines dans les charts: 13)
- Belgique: 5 (semaines dans les charts: 11)
- Danemark: 1
- Espagne: 1 (semaines dans les charts: 10
- Finlande: 9 (semaines dans les charts: 2)
- France: 40 (semaines dans les charts: 16)
- Israël: 1
- Italie: 1 (semaines dans les charts: 11)
- Mexique: 91
- Nouvelle-Zélande: 6 (semaines dans les charts: 14)
- Norvège: 1 (semaines dans les charts: 10) )
- Pays-Bas: 35 (semaines dans les charts: 10)
- Suède: 2 (semaines dans les charts: 12)
- Suisse: 11 (semaines dans les charts: 15)
- UK: 7 (semaines dans les charts: 28)